# Президент Приднестровской Молдавской Республики
Президент Приднестровской Молдавской Республики (молд. Президентул Републичий Молдовенешть Нистрене, укр. Президент Придністровської Молдавської Республіки) — согласно Конституции непризнанной Приднестровской Молдавской Республики, является главой государства и обладает исполнительной властью.

## Полномочия Президента Приднестровья
Согласно ст. 70-71 Конституции Приднестровья и закона «О внесении изменений и дополнений в конституцию ПМР», Президент ПМР:
1. является гарантом Конституции и законов Приднестровской Молдавской Республики, прав и свобод человека и гражданина, обеспечивает точное исполнение Конституции и законов;
2. принимает меры по охране суверенитета Республики, её независимости и территориальной целостности, обеспечивает согласованное функционирование и взаимодействие всех органов государственной власти;
3. разрабатывает концепцию внутренней и внешней политики государства и принимает меры к её реализации;
4. представляет интересы Приднестровской Молдавской Республики внутри страны и в международных отношениях;
5. обладает неприкосновенностью;
6. является Главнокомандующим Вооружёнными силами Приднестровской Молдавской Республики и принимает любые законные меры, направленные на укрепление обороноспособности Республики
7. в предусмотренных Конституцией случаях вводит на территории Приднестровской Молдавской Республики военное положение с незамедлительным сообщением об этом Верховному Совету.

Президент Приднестровья осуществляет общее руководство исполнительными органами государственной власти и управления и обеспечивает их взаимодействие с другими органами государственной власти.
Президент Приднестровья имеет право помилования, решает вопросы гражданства Приднестровья и предоставления политического убежища. Президент Приднестровья учреждает государственные награды, устанавливает почётные и специальные звания, награждает государственными наградами, присваивает почётные звания Приднестровья, высшие воинские и специальные звания, высшие квалификационные классы и классные чины.
Президент Приднестровской Молдавской Республики:
1. назначает с согласия Верховного Совета Председателя Правительства;
2. имеет право председательствовать на заседаниях Правительства;
3. принимает решение об отставке Правительства;
4. представляет Верховному Совету кандидатуру для назначения на должность Председателя центрального банка; ставит перед Верховным Советом вопрос об освобождении от должности Председателя центрального банка;
5. по предложению Председателя Правительства назначает на должность и освобождает от должности заместителей Председателя Правительства, министров, глав государственных администраций городов и районов;
6. представляет Верховному Совету кандидатуры для назначения на должности председателей Конституционного, Верховного, Арбитражного судов, а также кандидатуру Прокурора Приднестровской Молдавской Республики; вносит в Верховный Совет предложение об освобождении от должности Прокурора, назначает двух судей Конституционного суда и судей иных судов;
7. принимает решение об отставке отдельных членов Правительства в случаях и в порядке, установленных Конституцией и законом;
8. распускает Верховный Совет в случаях и в порядке, предусмотренных Конституцией Приднестровской Молдавской Республики;
9. назначает и освобождает высшее командование Вооруженных сил Приднестровской Молдавской Республики;
10. утверждает военную доктрину Приднестровской Молдавской Республики;
11. назначает и освобождает от должности полномочных представителей Президента Приднестровской Молдавской Республики.

## Ограничения, накладываемые на Президента
Президент не может занимать какую-либо другую оплачиваемую должность, осуществлять предпринимательскую и иную деятельность, за исключением научной, преподавательской и иной творческой деятельности, входить в состав руководящего органа или наблюдательного совета коммерческой организации, быть депутатом Верховного Совета и иных представительных органов в Приднестровье. На весь срок своих полномочий Президент приостанавливают членство в политических партиях и других общественных объединениях, преследующих политические цели.

## Порядок избрания и прекращения полномочий
Президент Приднестровья избирается гражданами Республики на основе всеобщего равного и прямого избирательного права при тайном голосовании. Президентом может быть избран гражданин Приднестровья, обладающий избирательным правом, не моложе 35 лет, состоящий в гражданстве Приднестровья не менее 10 лет и постоянно проживающий на территории Республики.
Срок полномочий Президента Приднестровской Молдавской Республики — 5 лет. Одно и то же лицо не может занимать должность Президента Приднестровской Молдавской Республики более двух сроков подряд.
Полномочия Президента Приднестровья прекращается досрочно в случае добровольной отставки, стойкой неспособности по состоянию здоровья осуществлять принадлежащие ему полномочия, смерти или отрешения от должности. В случае, когда Президент не в состоянии исполнять свои полномочия, полномочия Президента ПМР исполняет Председатель Правительства ПМР.

## Символы власти
Символами Президентской власти Президента Приднестровской Молдавской Республики являются:
- знамя (флаг) Приднестровской Молдавской Республики;
- штандарт (флаг) Президента Приднестровской Молдавской Республики;
- перевязь (лента) Президента Приднестровской Молдавской Республики.

Местонахождением оригиналов Знамени Приднестровской Молдавской Республики, Штандарта Президента Приднестровской Молдавской Республики является кабинет Президента Приднестровской Молдавской Республики в Тирасполе.

## Присяга
«Клянусь при осуществлении полномочий Президента Приднестровской Молдавской Республики соблюдать и защищать Конституцию и законы Приднестровской Молдавской Республики, уважать права и свободы человека и гражданина, защищать суверенитет и независимость, безопасность и целостность государства, верно служить народу Приднестровской Молдавской Республики».

## Список президентов ПМР
| № | Срок | Президент                       | Фотография      | Срок президентства    | Срок президентства | Длительность правления | Партийность                         |
| - | ---- | ------------------------------- | --------------- | --------------------- | ------------------ | ---------------------- | ----------------------------------- |
| 1 | 1    | Игорь Николаевич Смирнов        |                 | 1 декабря 1991        | 22 декабря 1996    | 7334 дня               | КПСС (1963—1990) Республика         |
| 1 | 2    | Игорь Николаевич Смирнов        | 22 декабря 1996 | 9 декабря 2001        |                    | 7334 дня               | КПСС (1963—1990) Республика         |
| 1 | 3    | Игорь Николаевич Смирнов        | 9 декабря 2001  | 10 декабря 2006       |                    | 7334 дня               | КПСС (1963—1990) Республика         |
| 1 | 4    | Игорь Николаевич Смирнов        | 10 декабря 2006 | 30 декабря 2011       |                    | 7334 дня               | КПСС (1963—1990) Республика         |
| 2 | 1    | Евгений Васильевич Шевчук       |                 | 30 декабря 2011       | 16 декабря 2016    | 1813 дней              | Беспартийный Обновление (2006—2010) |
| 3 | 1    | Вадим Николаевич Красносельский |                 | 16 декабря 2016       | 17 декабря 2021    | 2417 дней              | Беспартийный                        |
| 3 | 2    | Вадим Николаевич Красносельский | 17 декабря 2021 | Действующий президент |                    | 2417 дней              | Беспартийный                        |

## Структура Управления делами Президента Приднестровской Молдавской Республики
- Финансово-экономическое управление
- Управление материально-технического обеспечения
- Управление по эксплуатации зданий
- Управление по обслуживанию официальных приёмов
- Транспортное управление
- Управление информатизации и связи
- Управление Представительской резиденции «Ягорлык»[1]

## Разное
Президент Приднестровской Молдавской Республики имеет свой интернет-портал и принимает обращения граждан в электронном виде.